# Lothar Bredella
Lothar Christian Bredella (* 21. Mai 1936 in Breslau; † 10. Juni 2012 in Gießen) war ein deutscher Sprachwissenschaftler.

## Leben
Lothar Bredella studierte an den Universitäten Erlangen, Bristol/England und Frankfurt am Main und war im Anschluss am Studienseminar Offenbach  tätig. Im Jahr 1964 heiratete er Erika Tippel. Er promovierte 1968 an der Johann Wolfgang Goethe-Universität Frankfurt am Main. Nach einer Tätigkeit im Schuldienst wurde er 1972 Hochschullehrer für Anglistik in Frankfurt und erhielt 1975 einen Ruf an die Justus-Liebig-Universität Gießen für Didaktik der englischen Sprache und Literatur. Von 1994 bis 2003 leitete er außerdem das Graduiertenkolleg „Didaktik des Fremdverstehens“. 2004 wurde er emeritiert.
Bredella war von 1984 bis 1987 Vorsitzender der Deutschen Gesellschaft für Amerikanische Studien und von 1991 bis 1993 Vorsitzender der Deutschen Gesellschaft für Fremdsprachenforschung.

## Schriften (Auswahl)
- Das Verstehen des Anderen. Narr Verlag, Tübingen 2010, ISBN 978-3-8233-6535-8.
- Literarisches und interkulturelles Verstehen. Narr Verlag, Tübingen 2002, ISBN 3-8233-5317-9.
- Two concepts of art: art as affirmation and negation of reality and as interaction with the recipien. John-F.-Kennedy-Institut für Nordamerikastudien, Berlin 1992.
- Das Verstehen literarischer Texte. Kohlhammer Verlag, Stuttgart 1980, ISBN 3-17-004467-2.
- Einführung in die Literaturdidaktik. Kohlhammer Verlag, Stuttgart / Berlin / Köln / Mainz 1976, ISBN 3-17-002379-9
- Ästhetische Erfahrung und soziales Handeln: zur Begründung des Literaturunterrichts; mit Hinweisen zu einem Unterrichtsentwurf. Diesterweg Verlag, Frankfurt am Main / Berlin / München 1975, ISBN 3-425-01624-5.
- Von der romantischen Gesellschaftskritik zur Bejahung des Imperialismus. Tieck, Keller, Kipling. Diesterweg Verlag, Frankfurt am Main / Berlin / München 1974.
- Die entstellte Wirklichkeit. Eine Analyse der Romane und theoretischen Schriften von Iris Murdoch. Dissertation Universität Frankfurt/Main, Frankfurt 1968.